# Уанимаро (муниципалитет)
Уани́маро (исп. Huanímaro) — муниципалитет в Мексике, штат Гуанахуато, с административным центром в одноимённом городе. Численность населения, по данным переписи 2010 года, составила 20 117 человек.

## Общие сведения
Название Huanímaro с языка тараско можно перевести как место торговли, а по другой версии как место жареной кукурузы.
Площадь муниципалитета равна 128 км², что составляет 0,42 % от общей площади штата, а наивысшая точка расположена в поселении Отатес и равна 1857 метра.
Он граничит с другими муниципалитетами штата Гуанахуато: на севере и западе с Абасоло, на востоке с Валье-де-Сантьяго, а также на юге граничит с другим штатом Мексики — Мичоаканом.

## Учреждение и состав
Муниципалитет был образован в 1877 году, в его состав входит 40 населённых пунктов, самые крупные из которых:
| Код INEGI | Населённый пункт                                                           | Численность населения (2005 год) | Численность населения (2010 год) |
| --------- | -------------------------------------------------------------------------- | -------------------------------- | -------------------------------- |
| 016       | Всего                                                                      | 18456                            | 20117                            |
| 0001      | Уанимаро (исп. Huanímaro) (административный центр)                         | 4589                             | 5505                             |
| 0012      | Ла-Лобера (исп. La Lobera) 20°21′34″ с. ш. 101°32′19″ з. д.                | 1607                             | 1631                             |
| 0023      | Сан-Хосе-де-Аяла (исп. San José de Ayala) 20°23′14″ с. ш. 101°26′33″ з. д. | 1375                             | 1415                             |
| 0016      | Отатес (исп. Los Otates) 20°23′59″ с. ш. 101°28′49″ з. д.                  | 1180                             | 1199                             |
| 0014      | Монте-Бланко (исп. Monte Blanco) 20°21′17″ с. ш. 101°31′39″ з. д.          | 1005                             | 1069                             |
| 0024      | Сан-Хуан-Гранде (исп. San Juan Grande) 20°22′38″ с. ш. 101°31′41″ з. д.    | 874                              | 1027                             |
| 0047      | Хорочес (исп. Joroches) 20°19′47″ с. ш. 101°30′33″ з. д.                   | 756                              | 800                              |

## Экономика
По статистическим данным 2000 года, работоспособное население занято по секторам экономики в следующих пропорциях: сельское хозяйство, скотоводство и рыбная ловля — 47,3 %, промышленность и строительство — 19,5 %, сфера обслуживания и туризма — 28,6 %, прочее — 4,6 %.

## Инфраструктура
По статистическим данным 2010 года, инфраструктура развита следующим образом:
- электрификация: 98,3 %;
- водоснабжение: 99,1 %;
- водоотведение: 91,2 %.